# Reacție Zincke-Suhl
Reacția Zincke-Suhl este un caz particular al reacției de alchilare Friedel-Crafts și a fost descrisă pentru prima dată de către Theodor Zincke și Suhl în anul 1906. Spre deosebire de reacția Friedel-Crafts clasică, aceasta presupune o hidrogenare a nucleului aromatic, ceea ce duce la formarea unui produs cu energie ridicată, care poate fi utilizat într-o reacție de transpoziție.
Mai jos se află un exemplu clasic de reacție de conversie a p-crezolului la ciclohexadienonă (în prezență de clorură de aluminiu pe post de catalizator și tetraclorometan pe post de solvent).

## Mecanism de reacție
Clorura de aluminiu are mai multe roluri în această reacție: reacționează cu p-crezolul (1) formând clorura de fenoxi-aluminiu și o moleculă de acid clorhidric (2) și activează o moleculă de tetraclorură, care poate fi astfel atacată nucleofil de către clorura de fenoxi-aluminiu (3). Produsul reacționează cu clorura de aluminiu și tetraclorura formând un complex, care, în prezența apei, formează produsul final (4).